# 柴田榮吉
柴田 榮吉（しばた えいきち、1856年7月16日〈安政3年6月15日〉- 1950年〈昭和25年〉）は、明治から昭和時代の政治家（6代・10代八王子町長、初代八王子市長、ほか）、実業家。柴田家に入婿して以降は生涯にわたって八王子を拠点とした。

## 略歴
武蔵国多摩郡芋窪村（旧・東京府北多摩郡大和村芋窪、現・東京都東大和市芋窪）で、農業・竹松善右衛門の四男として生を受ける。1875年（明治8年）八王子南新で笠屋を営む柴田家に入婿した。
1894年（明治27年）7月、八王子繭糸取引所常務理事に就任。1896年（明治29年）八王子撚糸製造組合を創設し頭取となり、1898年（明治31年）撚糸製造業組合を創設。
1901年（明治34年）第4代八王子町長・関谷源兵衛（在任期間：1901年3月7日-1902年3月5日）によって八王子町助役に任命される。八王子大火（1897年4月22日発生）や、東京府第二中学校誘致問題などに端を発する混乱のなか、立て直しを図ることを期待されての就任であった。
1903年（明治36年）7月14日、第6代八王子町長に就任。1904年（明治37年）八王子撚糸製造組合頭取を辞任し顧問となる。1905年（明治38年）1月9日、八王子町長を辞任。1911年（明治44年）八王子瓦斯を創設し、1914年（大正3年） 八王子撚糸同業組合顧問に就任。
1916年（大正5年）11月3日、第10代八王子町長に就任。1917年（大正6年）3月31日、八王子町の最終日を迎え、町長を退任。同年9月1日、八王子町が市制を施行して八王子市が発足し、柴田は市長代理に任命され、同年12月14日、初代八王子市長に就任。1921年（大正10年）12月13日、八王子市長として1期を任期満了し退任した。在任中の実績としては、塵芥清掃の市営化、市営火葬場・市営墓地の設置などを行った。
1924年（大正13年）5月10日、第15回衆議院議員総選挙（東京府第12区）に政友会から立候補するも落選。1950年（昭和25年）に死去した。